# Jasmijn van der Heijde
Jasmijn van der Heijde  (Den Haag, 24 augustus 2002) is een voormalig  profvoetbalspeelster uit Nederland. Ze speelde in het seizoen 2022-2023 als middenvelder voor VV Alkmaar.

## Carrière
Van der Heijde begon haar carrière bij Meervogels '31 en FC Castricum. In 2017 stapte ze over naar VV Alkmaar. In 2020 werd ze overgeheveld naar de eerste selectie.
Op 30 september 2022 maakte van der Heijde haar debuut voor VV Alkmaar in de Vrouwen Eredivisie in een thuiswedstrijd tegen Excelsior door in te vallen voor Veerle van der Most in de 84ste minuut.
In 2023 stapte ze over naar Sc Heerenveen waarvoor ze haar eerste contract tekende op 3 juli 2023. Zonder minuten voor deze club te hebben gemaakt, besloot van der Heijde toch om een einde aan haar carrière als profvoetbalster te maken om andere avonturen te kunnen aangaan. Ze voetbalt sinds 2023 als amateur voor RKVV DSS.

## Statistieken
| Seizoen   | Club          | Land      | Competitie | Wedstrijden | Doelpunten |
| --------- | ------------- | --------- | ---------- | ----------- | ---------- |
| 2022-2023 | VV Alkmaar    | Nederland | Eredivisie | 15          | 0          |
| 2023      | Sc Heerenveen | Nederland | Eredivisie | 0           | 0          |
| Totaal    | Totaal        | Totaal    | Totaal     | 15          | 0          |

Laatste update: 4 januari 2024